# Liste der Mitglieder des Bayerischen Landtags (1. Wahlperiode)
Diese Liste gibt einen Überblick über alle Mitglieder des Bayerischen Landtags in der 1. Wahlperiode (16. Dezember 1946 bis 20. November 1950).

## Abgeordnete
| Name                                | Lebensdaten | Partei       | Wahlkreis     | Anmerkungen |
| ----------------------------------- | ----------- | ------------ | ------------- | --- |
| Martin Albert                       | 1909–1991   | SPD          | Mittelfranken | |
| Max Allwein                         | 1904–1977   | FFG          | Oberbayern    | bis 30. November 1949 CSU, dann Freie Parlamentarische Vereinigung bzw. fraktionslos, ab 18. Januar 1950 Freie Fraktionsgemeinschaft                        |
| Erwin Ammann                        | 1916–2000   | CSU          | Unterfranken  | |
| Johann Anetseder                    | 1898–1948   | CSU          | Niederbayern  | † 12. Dezember 1948 |
| Willi Ankermüller                   | 1901–1986   | CSU          | Unterfranken  | |
| Georg Bachmann                      | 1885–1971   | CSU          | Mittelfranken | |
| Hannsheinz Bauer                    | 1909–2005   | SPD          | Unterfranken  | |
| Leonhard Baumeister                 | 1904–1972   | CSU          | Schwaben      | |
| Joseph Baumgartner                  | 1904–1964   | FFG          | Schwaben      | Staatsminister (bis 1948), bis 16. März 1949 CSU, dann Freie Parlamentarische Vereinigung bzw. fraktionslos, ab 18. Januar 1950 Freie Fraktionsgemeinschaft |
| Anton Baur                          | 1899–1956   | SPD          | Schwaben      | |
| Valentin Baur                       | 1891–1971   | SPD          | Schwaben      | ausgeschieden am 20. Juni 1947 |
| Heinz Beck                          | 1914–1975   | SPD          | Oberbayern    | |
| Arno Behrisch                       | 1913–1989   | SPD          | Oberfranken   | ausgeschieden am 22. September 1949 |
| Ludwig Berger                       | 1900–1971   | CSU          | Niederbayern  | |
| Rupert Berger                       | 1896–1958   | CSU          | Oberbayern    | |
| Georg Bezold                        | 1899–1962   | SPD          | Unterfranken  | |
| Otto Bezold                         | 1899–1984   | FDP          | Oberbayern    | Fraktionsvorsitzender (ab 1949) |
| Karl Bickleder                      | 1888–1958   | CSU          | Niederbayern  | |
| Ewald Bitom                         | 1896–1964   | SPD          | Niederbayern  | |
| Ernst Bodesheim                     | 1890–1966   | FDP          | Schwaben      | |
| Johann Brandner                     | 1902–1991   | CSU          | Oberpfalz     | |
| Josef Braun                         | 1892–1971   | CSU          | Niederbayern  | |
| Josef Brumberger                    | 1890–1971   | CSU          | Mittelfranken | nachgerückt am 3. April 1947, ausgeschieden am 22. März 1949, erneut nachgerückt am 1. Januar 1950 für Adam Sühler                                          |
| Michael Brunner                     | 1892–1952   | FDP          | Mittelfranken | |
| Eustach Bühner                      | 1885–1949   | CSU          | Unterfranken  | † 28. Juni 1949 |
| Hans Centmayer                      | 1903–1991   | CSU          | Mittelfranken | |
| Thomas Dehler                       | 1897–1967   | FDP          | Oberfranken   | ausgeschieden am 23. September 1949 |
| Maria Deku                          | 1901–1983   | CSU          | Oberpfalz     | ausgeschieden am 29. Februar 1948 |
| Hans Dietl                          | 1894–1981   | SPD          | Niederbayern  | |
| Johann Dietlein                     | 1903–1986   | CSU          | Unterfranken  | |
| Josef Donsberger                    | 1898–1963   | CSU          | Mittelfranken | |
| Max Drechsel                        | 1900–1960   | SPD          | Oberpfalz     | |
| Hans Eder                           | 1880–1966   | CSU          | Oberpfalz     | |
| Alois Egger                         | 1905–1974   | CSU          | Niederbayern  | |
| Hans Ehard                          | 1887–1980   | CSU          | Oberfranken   | Ministerpräsident |
| Gottfried Eichelbrönner             | 1901–1986   | CSU          | Unterfranken  | |
| Heinrich Emmert                     | 1901–1974   | CSU          | Mittelfranken | |
| Christian Endemann                  | 1885–1950   | SPD          | Oberpfalz     | † 30. Mai 1950 |
| Rudolf Englert                      | 1890–1965   | CSU          | Unterfranken  | nachgerückt am 5. Juli 1949 für den verstorbenen Anton Zeißlein                                                                                             |
| Alfred Euerl                        | 1897–1970   | CSU          | Mittelfranken | |
| Josef Faltermeier                   | 1882–1956   | CSU          | Oberpfalz     | |
| Lorenz Fichtner                     | 1881–1949   | SPD          | Niederbayern  | † 18. Juli 1949 |
| Josef Fischer                       | 1906–1976   | CSU          | Schwaben      | |
| Wilhelm Fischer                     | 1904–1951   | SPD          | Mittelfranken | ausgeschieden am 19. September 1949 |
| Heinrich Franke                     | 1887–1966   | SPD          | Mittelfranken | |
| Otto Freundl                        | 1912–1982   | CSU          | Oberpfalz     | |
| Anton Fribl                         | 1889–1966   | SPD          | Oberbayern    | nachgerückt am 28. September 1949 für Franz Marx |
| Georg Gehring                       | 1887–1953   | CSU          | Unterfranken  | |
| Fritz Gräßler                       | 1904–1972   | SPD          | Mittelfranken | |
| Franziska Gröber                    | 1897–1952   | CSU          | Schwaben      | |
| Georg Gromer                        | 1883–1952   | CSU          | Schwaben      | |
| Karl Haaf                           | 1897–1969   | CSU          | Unterfranken  | nachgerückt am 18. September 1949 für Maria Probst |
| Franz Haas                          | 1904–1989   | SPD          | Mittelfranken | |
| Georg Hagen                         | 1887–1958   | SPD          | Oberfranken   | Landtagsvizepräsident |
| Lorenz Hagen                        | 1885–1965   | SPD          | Mittelfranken | |
| Hans Hagn                           | 1899–1949   | CSU          | Oberbayern    | † 7. Oktober 1949 |
| Georg Hauck                         | 1904–1978   | CSU          | Unterfranken  | |
| Herbert Hauffe                      | 1914–1997   | SPD          | Oberfranken   | nachgerückt am 7. Oktober 1949 für Matthäus Herrmann |
| Pius Haugg                          | 1905–1978   | fraktionslos | Schwaben      | bis 28. September 1950 CSU |
| August Haußleiter                   | 1905–1989   | fraktionslos | Oberfranken   | zwischen 22. September 1947 und 28. Januar 1948 aus dem Landtag ausgeschlossen; bis 13. Oktober 1949 CSU, dann fraktionslos                                 |
| Walter Held                         | 1897–1967   | CSU          | Oberpfalz     | |
| Michael Helmerich                   | 1885–1974   | CSU          | Niederbayern  | nachgerückt am 9. Februar 1950 für Michael Horlacher |
| Josef Peter Hemmersbach             | 1879–1961   | FDP          | Mittelfranken | nachgerückt am 8. November 1949 für den verstorbenen Fritz Linnert                                                                                          |
| Matthäus Herrmann                   | 1879–1959   | SPD          | Mittelfranken | ausgeschieden am 20. September 1949 |
| Arnold Hille                        | 1892–1959   | SPD          | Oberbayern    | |
| Benedikt Hirschenauer               | 1884–1951   | CSU          | Oberpfalz     | |
| Wilhelm Hoegner                     | 1887–1980   | SPD          | Oberbayern    | Staatsminister, stellvertretender Ministerpräsident (bis 1947)                                                                                              |
| Julius Hofer                        | 1890–1953   | SPD          | Mittelfranken | |
| Leopold Hofmann                     | 1896–1963   | SPD          | Oberpfalz     | |
| Julius Höllerer                     | 1903–1968   | fraktionslos | Schwaben      | bis 25. August 1948 WAV, dann fraktionslos bzw. diverse Fraktionen                                                                                          |
| Michael Horlacher                   | 1888–1957   | CSU          | Oberpfalz     | Landtagspräsident (bis 1950), ausgeschieden am 8. Februar 1950                                                                                              |
| Franz Josef Huber                   | 1894–1955   | SPD          | Schwaben      | |
| Sebastian Huber                     | 1903–1973   | CSU          | Oberbayern    | |
| Alois Hundhammer                    | 1900–1974   | CSU          | Oberbayern    | Fraktionsvorsitzender, Staatsminister |
| Friedrich Huth                      | 1892–1980   | CSU          | Unterfranken  | |
| Albert Kaifer                       | 1893–1962   | CSU          | Schwaben      | |
| Hans Keeß                           | 1913–1966   | fraktionslos | Oberbayern    | bis 17. März 1949 WAV, dann fraktionslos bzw. diverse Fraktionen                                                                                            |
| Georg Kerner                        | 1905–1966   | FFG          | Oberfranken   | bis 9. März 1948 SPD, dann fraktionslos, ab 10. Februar 1950 Freie Fraktionsgemeinschaft                                                                    |
| Josef Kiene                         | 1895–1981   | SPD          | Oberbayern    | |
| Josef Klessinger                    | 1915–????   | FFG          | Oberbayern    | bis 17. Juli 1947 und vom 23. Oktober bis 28. November 1947 WAV, dann fraktionslos bzw. diverse Fraktionen                                                  |
| Waldemar Freiherr von Knoeringen    | 1906–1971   | SPD          | Oberbayern    | |
| Wilhelm Korff                       | 1901–1975   | FDP          | Mittelfranken | |
| Ernst Körner                        | 1899–1952   | SPD          | Mittelfranken | |
| Hans Kramer                         | 1903–1980   | SPD          | Schwaben      | |
| Engelbert Kraus                     | 1901–1974   | CSU          | Unterfranken  | |
| Heinrich Krehle                     | 1892–1969   | CSU          | Oberbayern    | Staatsminister (ab 1947), nachgerückt am 10. Dezember 1948 für Andreas Lang                                                                                 |
| Josef Krempl                        | 1886–1971   | CSU          | Oberpfalz     | |
| Gerhard Kroll                       | 1910–1963   | CSU          | Oberfranken   | |
| Karl August Kroth                   | 1893–1980   | CSU          | Unterfranken  | nachgerückt am 30. November 1949 für Wilhelm Laforet |
| Konrad Kübler                       | 1884–1974   | CSU          | Niederbayern  | Landtagsvizepräsident |
| Hans Kunath                         | 1899–1979   | SPD          | Unterfranken  | |
| Andreas Kurz                        | 1894–1976   | CSU          | Oberbayern    | |
| Carljörg Lacherbauer                | 1902–1967   | CSU          | Oberbayern    | |
| Wilhelm Laforet                     | 1877–1959   | CSU          | Unterfranken  | ausgeschieden am 16. November 1949 |
| Andreas Lang                        | 1896–1948   | CSU          | Oberbayern    | † 28. November 1948 |
| Johannes Lau                        | 1877–1960   | CSU          | Schwaben      | |
| Josef Laumer                        | 1887–1973   | SPD          | Niederbayern  | |
| Max Lehmer                          | 1885–1964   | CSU          | Oberbayern    | |
| Richard Leupoldt                    | 1907–1983   | fraktionslos | Mittelfranken | bis 17. Juli 1947 und vom 23. Oktober bis 10. November 1947 WAV, dann fraktionslos bzw. diverse Fraktionen                                                  |
| Fritz Linnert                       | 1885–1949   | FDP          | Mittelfranken | Fraktionsvorsitzender (bis 1949), † 27. Oktober 1949 |
| Alfred Loritz                       | 1902–1979   | fraktionslos | Oberbayern    | Staatsminister (bis 1947), Fraktionsvorsitzender (bis 1949), bis 17. März 1949 WAV                                                                          |
| Georg Lowig                         | 1888–1967   | SPD          | Mittelfranken | nachgerückt am 28. September 1949 für Wilhelm Fischer |
| Friedrich Lugmair                   | 1914–1993   | fraktionslos | Oberbayern    | bis 17. Juli 1947 WAV, dann fraktionslos bzw. diverse Fraktionen                                                                                            |
| Hermann Lutz                        | 1892–1959   | CSU          | Schwaben      | nachgerückt am 30. Dezember 1949 für Franz Ziegler |
| Johann Maag                         | 1898–1976   | SPD          | Unterfranken  | |
| Georg Mack                          | 1899–1973   | CSU          | Mittelfranken | |
| Andreas Maderer                     | 1891–1959   | CSU          | Niederbayern  | |
| Anton Maier                         | 1892–1966   | CSU          | Niederbayern  | nachgerückt am 21. Dezember 1948 für Johann Anetseder |
| Franz Marx                          | 1903–1985   | SPD          | Oberbayern    | ausgeschieden am 19. September 1949 |
| Gabriel Mayer                       | 1878–1954   | CSU          | Oberbayern    | |
| Karl Meißner                        | 1920–1996   | fraktionslos | Oberbayern    | bis 20. Juni 1947 und vom 23. Oktober bis 28. November 1947 WAV, dann fraktionslos bzw. diverse Fraktionen                                                  |
| Georg Meixner                       | 1887–1960   | CSU          | Oberfranken   | |
| August Melchner                     | 1899–1967   | CSU          | Oberbayern    | nachgerückt am 7. Oktober 1949 für Hans Hagn |
| Ludwig Meyer                        | 1886–1957   | SPD          | Oberfranken   | |
| Franz Michel                        | 1908–1989   | CSU          | Oberbayern    | |
| Peter Miehling                      | 1917–1955   | fraktionslos | Mittelfranken | bis 17. März 1949 WAV, dann fraktionslos bzw. diverse Fraktionen                                                                                            |
| Bernhard Muhr                       | 1900–1967   | SPD          | Niederbayern  | nachgerückt am 3. Juli 1947 für Franz Sichler |
| Josef Müller                        | 1898–1979   | CSU          | Oberbayern    | Staatsminister, stellvertretender Ministerpräsident (ab 1947)                                                                                               |
| Wilhelm Nagengast                   | 1892–1970   | CSU          | Oberfranken   | |
| Ferdinand Neumann                   | 1911–1999   | CSU          | Oberpfalz     | |
| Josef Nirschl                       | 1901–1985   | CSU          | Niederbayern  | |
| Alfred Noske                        | 1894–1957   | CSU          | Niederbayern  | bis 28. November 1947 WAV, danach fraktionslos bzw. diverse Fraktionen, ab 17. August 1950 CSU                                                              |
| Adam Nüssel                         | 1897–1962   | CSU          | Oberfranken   | |
| Franz Op den Orth                   | 1902–1970   | SPD          | Unterfranken  | |
| Klement Ortloph                     | 1890–1973   | CSU          | Oberpfalz     | |
| Hans Pabstmann                      | 1896–1950   | CSU          | Oberfranken   | |
| Max Peschel                         | 1886–1969   | SPD          | Oberbayern    | |
| Anton Pfeiffer                      | 1888–1957   | CSU          | Oberbayern    | Staatsminister |
| Josef Piechl                        | 1889–1961   | CSU          | Niederbayern  | |
| Andreas Piehler                     | 1888–1970   | SPD          | Oberbayern    | |
| Claus Pittroff                      | 1896–1958   | SPD          | Oberfranken   | Staatssekretär (bis 1947) |
| Johann Pösl                         | 1907–2003   | CSU          | Oberpfalz     | nachgerückt am 8. März 1948 für Maria Deku |
| Wolfgang Prechtl                    | 1883–1964   | CSU          | Niederbayern  | |
| Friedrich von Prittwitz und Gaffron | 1884–1955   | CSU          | Unterfranken  | |
| Maria Probst                        | 1902–1967   | CSU          | Unterfranken  | ausgeschieden am 1. September 1949 |
| Josef Prüschenk                     | 1908–1966   | CSU          | Oberpfalz     | |
| Lorenz Riedmiller                   | 1880–1960   | SPD          | Schwaben      | |
| Max Rief                            | 1893–1980   | FFG          | Oberpfalz     | bis 16. März 1949 WAV, dann fraktionslos bzw. diverse Fraktionen, Fraktionsvorsitzender (Freie Fraktionsgemeinschaft, ab 1950)                              |
| Eugen Rindt                         | 1907–1979   | CSU          | Schwaben      | |
| Josef Riß                           | 1883–1958   | CSU          | Oberbayern    | |
| Ewald Röhlig                        | 1892–1979   | FDP          | Mittelfranken | bis 15. März 1949 WAV, bis 1. Juni 1949 Freie Parlamentarische Vereinigung                                                                                  |
| Ludwig Roiger                       | 1901–1961   | SPD          | Oberpfalz     | |
| Christian Roith                     | 1905–1969   | SPD          | Oberbayern    | |
| Franz Röll                          | 1886–1952   | SPD          | Oberfranken   | |
| Ludwig Ritter von Rudolph           | 1890–1966   | SPD          | Mittelfranken | bis 12. März 1949 FDP, nachgerückt am 6. Oktober 1949 für Thomas Dehler                                                                                     |
| Franz Ludwig Sauer                  | 1893–1950   | CSU          | Unterfranken  | † 30. März 1950 |
| Franz Schäfer                       | 1899–1973   | CSU          | Oberbayern    | |
| Josef Scharf                        | 1890–1965   | FPV          | Oberpfalz     | bis 16. März 1949 CSU, dann Freie Parlamentarische Vereinigung bzw. fraktionslos                                                                            |
| Otto Schefbeck                      | 1900–1972   | CSU          | Oberbayern    | |
| Andreas Scherber                    | 1893–1974   | SPD          | Mittelfranken | |
| Friedl Schlichtinger                | 1911–1965   | SPD          | Oberpfalz     | nachgerückt am 5. Juni 1950 für den verstorbenen Christian Endemann                                                                                         |
| Alois Schlögl                       | 1893–1957   | CSU          | Schwaben      | Staatsminister (ab 1948) |
| Andreas Schmid                      | 1900–1985   | CSU          | Mittelfranken | |
| Karl Schmid                         | 1883–1958   | CSU          | Oberbayern    | |
| Gottlieb Schmidt                    | 1882–1960   | FFG          | Schwaben      | bis 17. März 1949 WAV, dann fraktionslos bzw. diverse Fraktionen                                                                                            |
| Georg Schneider                     | 1902–1972   | FDP          | Oberfranken   | |
| Peter Schöllhorn                    | 1888–1970   | SPD          | Schwaben      | nachgerückt am 11. Oktober 1948 für Ernst Vogtherr |
| Franz Schöner                       | 1898–1967   | CSU          | Oberpfalz     | nachgerückt am 21. März 1949 für Wilhelm Stegerwald |
| Georg Schöpf                        | 1893–1962   | SPD          | Oberpfalz     | |
| Josef Schraml                       | 1895–1954   | CSU          | Oberpfalz     | |
| Georg Schütte                       | 1895–1959   | SPD          | Oberbayern    | |
| Hans Schwägerl                      | 1901–1973   | CSU          | Oberfranken   | nachgerückt am 22. September 1947 für August Haußleiter ausgeschieden am 27. Januar 1948, nachgerückt am 28. März 1950 für Franz Ludwig Sauer               |
| Josef Schwalber                     | 1902–1969   | CSU          | Oberbayern    | Staatssekretär (ab 1947) |
| August Schwingenstein               | 1881–1968   | CSU          | Schwaben      | ausgeschieden am 18. September 1948 |
| Hanns Seidel                        | 1901–1961   | CSU          | Unterfranken  | Staatsminister (ab 1947) |
| Josef Seifried                      | 1892–1962   | SPD          | Oberbayern    | Staatsminister (bis 1947) |
| Franz Sichler                       | 1909–1985   | SPD          | Oberpfalz     | ausgeschieden am 12. Juni 1947 |
| Georg Stang                         | 1880–1951   | CSU          | Schwaben      | Landtagspräsident (ab 1950) |
| Wilhelm Stegerwald                  | 1916–1982   | CSU          | Oberpfalz     | ausgeschieden am 12. März 1949 |
| Franz Georg Stiller                 | 1920–1975   | FDP          | Oberbayern    | |
| Alois Stinglwagner                  | 1887–1955   | CSU          | Oberbayern    | |
| Jean Stock                          | 1893–1965   | SPD          | Unterfranken  | Fraktionsvorsitzender |
| Heinrich Stöhr                      | 1904–1958   | SPD          | Mittelfranken | |
| Alfons Strasser                     | 1918–1962   | FDP          | Niederbayern  | bis 17. März 1949 WAV, bis 20. Juli 1949 Freie Parlamentarische Vereinigung                                                                                 |
| Hermann Strathmann                  | 1882–1966   | CSU          | Mittelfranken | zwischen 3. April 1947 und 22. März 1949 aus dem Landtag ausgeschlossen                                                                                     |
| Fritz Strobel                       | 1888–1972   | CSU          | Oberfranken   | |
| Georg Stücklen                      | 1875–1956   | CSU          | Oberfranken   | |
| Josef Stürmann                      | 1906–1959   | CSU          | Oberbayern    | nachgerückt am 12. März 1948 für Max Zwicknagl |
| Adam Sühler                         | 1889–1964   | CSU          | Oberfranken   | Staatssekretär, ausgeschieden am 31. Dezember 1949 wegen Wahl in den Senat                                                                                  |
| Rupert Thaler                       | 1892–1966   | CSU          | Niederbayern  | |
| Hans Trepte                         | 1887–1960   | CSU          | Niederbayern  | |
| Martin Trettenbach                  | 1891–1971   | CSU          | Niederbayern  | |
| Arthur Tübel                        | 1880–1957   | SPD          | Oberfranken   | nachgerückt am 6. Oktober 1949 für Arno Behrisch |
| Konstantin Vidal                    | 1900–1990   | CSU          | Schwaben      | |
| Simon Vogl                          | 1903–1961   | SPD          | Niederbayern  | |
| Ernst Vogtherr                      | 1902–1966   | SPD          | Schwaben      | nachgerückt am 16. Juli 1947 für Valentin Baur, ausgeschieden am 6. Oktober 1948                                                                            |
| August Wallner                      | 1906–1965   | SPD          | Niederbayern  | nachgerückt am 25. Juli 1949 für Lorenz Fichtner |
| Kurt Weidner                        | 1889–1954   | FDP          | Niederbayern  | |
| Otto Weiglein                       | 1912–1998   | CSU          | Unterfranken  | |
| Alois Weinzierl                     | 1879–1959   | CSU          | Niederbayern  | |
| Georg Weinzierl                     | 1896–1969   | CSU          | Oberbayern    | |
| Franz Wilhelm                       | 1894–1973   | SPD          | Niederbayern  | |
| Thomas Wimmer                       | 1887–1964   | SPD          | Oberbayern    | |
| Martin Winkler                      | 1885–1959   | CSU          | Oberpfalz     | |
| Julian Wittmann                     | 1891–1951   | CSU          | Oberfranken   | |
| Michael Witzlinger                  | 1888–1971   | CSU          | Niederbayern  | |
| Franz Wolf                          | 1889–1972   | SPD          | Niederbayern  | |
| Gustav Wölfel                       | 1899–1980   | CSU          | Unterfranken  | nachgerückt am 8. Juli 1949 für Eustach Bühner |
| Hans Wutzlhofer                     | 1893–1969   | CSU          | Unterfranken  | |
| Zita Zehner                         | 1900–1978   | CSU          | Oberbayern    | |
| Anton Zeißlein                      | 1884–1949   | CSU          | Unterfranken  | † 10. Juni 1949 |
| Franz Ziegler                       | 1899–1949   | CSU          | Schwaben      | nachgerückt am 30. September 1948 für August Schwingenstein, † 27. Dezember 1949                                                                            |
| Friedrich Zietsch                   | 1903–1976   | SPD          | Oberfranken   | |
| Max Zillibiller                     | 1896–1970   | CSU          | Schwaben      | |
| Georg Zitzler                       | 1903–1986   | CSU          | Oberpfalz     | |
| Max Zwicknagl                       | 1900–1969   | CSU          | Oberbayern    | ausgeschieden am 5. März 1948 |